# Dichrozona
Dichrozona is een geslacht van vogels uit de familie Thamnophilidae. Het geslacht telt één soort:
- Dichrozona cincta  –  Bandrugmiervogel